# Adrián Ugarriza
Adrián Martín Ugarriza Tello, noto semplicemente come Adrián Ugarriza (Lima, 1º gennaio 1997), è un calciatore peruviano, attaccante dell'Ironi K. Shmona.

## Caratteristiche tecniche
È un centravanti.

## Carriera

### Club
Cresciuto nelle giovanili dell'Univ. San Martín, ha esordito in prima squadra il 7 giugno 2014 disputando l'incontro di Campeonato Descentralizado pareggiato 1-1 contro l'U. César Vallejo.

### Nazionale
Con la nazionale Under-20 peruviana ha preso parte al Sudamericano Under-20 2017.